# Fanny Churberg
Fanny Maria Churberg (Vaasa, 12 dicembre 1845 – Helsinki, 10 maggio 1892) è stata una pittrice finlandese.

## Biografia
Figlia del medico Mathias Churberg e di Maria Perander, dei quali rimase presto orfana, nel 1865 si trasferì presso la casa di sua zia a Helsinki, dove intraprese lo studio dell'arte con Alexandra Frosterus-Såltin, Emma Gyldén e Berndt Adolf Lindholm, indi nel 1867 si recò a Düsseldorf, dove frequentò lo studio di Carl Julius Ludwig. Pur restando fedele alle convenzioni della scuola di Düsseldorf, espresse interesse per i paesaggi di campagna e per le sue situazioni drammatiche, prediligendo un tipo di pennellata veloce su base monocromatica.
Nel 1876 si recò a Parigi, dove la sua arte fu influenzata da Gustave Courbet, rappresentante del realismo francese. Churberg iniziò a dipingere all'aria aperta, il ché modificò il suo uso del colore, e si dedicò alle nature morte e alla tecnica del chiaroscuro. Nel 1879 si stabilì a Kimito. A questo periodo risale il dipinto La cascata, per il quale vinse il Premio per l'artista più giovane. L'anno successivo espose undici dipinti, tra cui il Paesaggio invernale dopo il tramonto. Subito dopo abbandonò la sua carriera artistica a causa delle sue precarie condizioni di salute, dedicandosi all'arte tessile e fondando l'associazione finlandese "Amici del ricamo".
Fervente femminista, negli ultimi anni lavorò come critica d'arte. Morì d'infarto nel 1892. La sua arte, inizialmente considerata "rozza" e "brutale", fu rivalutata dopo la sua morte grazie alla mostra commemorativa di Gösta Stenman del 1919.